# Cowboys from Hell
Pour les articles homonymes, voir Cowboy et CFH.
Albums de Pantera
Power Metal
(1988) Vulgar Display of Power
(1992)
Cowboys from Hell (CFH) est le cinquième album studio du groupe de thrash/groove metal américain Pantera et leur premier sur le label Atlantic Records. Cet album fut leur premier succès commercial. Il est perçu comme le début officiel du groupe par de nombreux fans car il a définitivement quitté l'étiquette du glam metal, laquelle était encore légèrement présente sur Power Metal.
Premier album de Pantera non produit par Jerry Abbott (père de Dimebag Darrell et Vinnie Paul), laissant ce poste à Terry Date, cet album atteint la 27e place dans les classements de vente américains.
IGN a classé Cowboys from Hell comme 19e album de heavy metal le plus influent de tous les temps.
Le titre Cowboys from Hell est présent dans le jeu de PlayStation 2 Guitar Hero, ce titre est considéré comme étant un des morceaux les plus difficiles de la play-list du jeu.
Le titre Domination a été repris par le groupe Apocalyptica dans leur album Inquisition Symphony. Il a également été repris par le groupe de metalcore Bullet for My Valentine dans leur single Tears Don't Fall.

## Pistes de l'album
1. "Cowboys from Hell" – 4:06
2. "Primal Concrete Sledge" – 2:13
3. "Psycho Holiday" – 5:19
4. "Heresy" – 4:45
5. "Cemetery Gates" – 7:03
6. "Domination" – 5:02
7. "Shattered" – 3:21
8. "Clash with Reality" – 5:15
9. "Medicine Man" – 5:15
10. "Message in Blood" – 5:09
11. "The Sleep" – 5:47
12. "The Art of Shredding" – 4:16

## Membres du groupe
- Phil Anselmo : Chant
- Dimebag Darrell : Guitare
- Vinnie Paul : Batterie
- Rex Brown : Basse